# Masamune Shirow
Masamune Shirow, verkligt namn Masanori Ota, född 23 november 1961, är en japansk serieskapare och illustratör.
Shirow är bland annat känd för Appleseed, Dominion och Ghost in the shell. Serierna har givit upphov till en rad filmer och TV-spel. Han är som illustratör främst verksam som erotisk konstnär, bland annat för kalendrar.